# PD音源
PD音源（ピーディーおんげん）は、オシレータの位相を歪ませて波形を合成する方式のデジタルシンセサイザー音源である。PDはフェーズディストーション（phase distortion、位相の歪み）を意味する。カシオによって開発され「コスモシンセサイザー」システム（非売）のPDUモジュールに採用された後、1984年より発売のシンセサイザー「CZシリーズ」の音源に採用された。
PD音源の発展型としてiPD音源（iはインタラクティブの意味）が開発され、1988年より発売のシンセサイザー「VZシリーズ」とギターシンセサイザー「PGシリーズ」の音源に採用された。

## 音響合成

PD音源の波形タイプ（1:のこぎり波、2:矩形波、3:パルス波、4:ダブル正弦波、5:のこぎりパルス波、6:レゾナンスのこぎり波、7:レゾナンス三角波、8:レゾナンス台形波）

PD音源は、正弦波が記録されたルックアップテーブル方式のDCO（Digitally Controlled Oscillator）を備え、その読み出し位相をDCW（Digitally Controlled Waveform）と呼ばれるユニットで歪ませて様々な倍音を含む波形を合成し、DCA（Digitally Controlled Amplifier）で音量を制御するという基本構成をもつ。
DCO・DCWで合成できる波形は8種類（図版参照）から選択でき、DCWの量の操作によって、元の正弦波から選択波形の音色へとモーフィングできる。このDCWはVCFのローパスフィルタやレゾナンスの効果を疑似的に再現できるため、フィルタ回路を不要とする。また2種類の波形を交互に組んだ波形合成ができ、基本波形8種類、ペア波形25通り（レゾナンス波形同士はペア不可）の計33波形を合成できる。

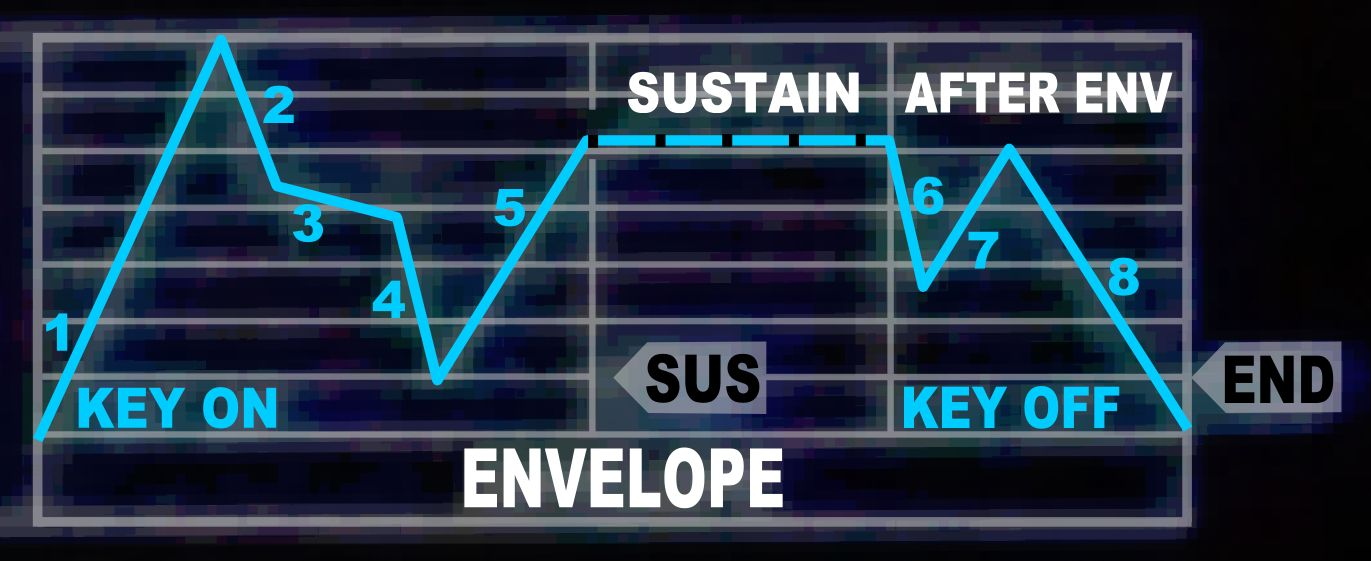
PD音源のエンベロープの例

DCO・DCW・DCAで構成される発音系統（ラインと呼ばれる）を2つ備えており、ライン間でのリング変調やノイズ変調、同ラインを二重発音してのデチューンといった機能を備える。エンベロープは従来のADSR（時間軸に沿って5つの点を結ぶ）方式ではなく、マルチステップのエンベロープを採用しており、サスティン・ポイント（位置可変、設定なしも可）までにアタックを2回加えたり、キーオフ後にもアタックを加えるといった自由度の高い音作りができる。
PD合成の原理は、正弦波オシレータ1周期内での位相進行速度を変化させて様々な波形を作り出すというものである。例えば「のこぎり波」の合成は、正弦波の上昇部分を速く（短く）進行させ、そのぶん下降部分をゆっくり（長く）進行させることで実現する。またこの位相歪みの程度をDCWの量に応じて増減することで、正弦波から所定の波形まで連続的に変化した波形を生成する。レゾナンス波形の合成方法は異なり、DCWの量に応じた共鳴周波数の正弦波と所定の波形タイプの包絡線との乗算で生成している。PD音源の位相歪み特性は数学的には区分線形関数で定義できるが、カシオ・CZシリーズではブラックボックス化されている。他社によって後年開発されたPD合成方式のシンセサイザーには位相歪み特性を編集可能にしたものもある。

### 他の音源との違い
PD音源のように正弦波の位相を操作して音色を作る音響合成方式としては、先行して実用化されていたFM音源があるが、PD音源の設計はむしろアナログシンセサイザー（減算合成方式）に近い。対して、PD音源の発展型であるiPD音源はFM音源に近い設計となった。
FM音源
FM音源は正弦波同士を位相変調させて音色を作る合成方式である。正弦波オシレータと音量制御機能とを備える「オペレータ」ユニットを、アルゴリズムと呼ばれる様々な接続パターンでつなぎ、その接続関係に基づいて、直列での位相変調や、フィードバックでの位相変調（倍音強調効果）、並列でのミックスができる。
PD音源
PD音源は正弦波オシレータの位相を非線形特性で歪ませて音色を作る合成方式である。DCO・DCW・DCAで構成される発音系統は、VCO・VCF・VCAを用いたアナログシンセサイザーの構成に倣っており、DCWの挙動はVCFに似るが、実際にはDCWは倍音を増やす量を制御し、VCFは倍音を減らす量を制御している。2つの発音系統（ライン）の間では、ミックス・リング変調・ノイズ変調ができるが、FM音源やiPD音源のような位相変調はできない。
理論上PD合成は、その歪んだ位相と線形位相との差を変調信号として位相変調をおこなうのと同等の結果が得られるが、一般的なFM音源は正弦波以外のそうした変調信号を直接生成できない。PD音源特許に対してFM音源との類似性が主張された際にもこれは争点となった。
正弦波によるFM合成音の倍音分布はベッセル関数に従い、変調の深さによっても周波数スペクトル包絡形状が多様に変化するが、PD合成音はより滑らかなスペクトル包絡とその変化をもつ。
iPD音源
iPD音源ではモジュール間での位相入力機能が加わった。同時にDCWなどは省かれたため、iPD音源とPD音源との間に後方互換性はない。
DCO・DCAで構成される8つの発音系統（モジュール）を備え、これらはペアで4組の「ライン」にまとめられている。ラインの2つのモジュールの間ではミックス・リング変調・位相制御ができ、またラインの出力で次のラインのモジュールを位相制御できる。この仕組みによりモジュールは648通りの接続パターンをもつ。
iPD音源の位相入力はFM音源の位相変調と混同されることもあるが、FM音源でいうキャリア位相成分のない純粋な位相入力であり、技術的にはウェーブシェイパーに類する。そのため、FM音源より変化の規則性が高く、結果が比較的予測しやすい。またiPD音源では正弦波以外のオシレータ波形やリング変調を交えた音作りができる。

## 採用したシンセサイザー

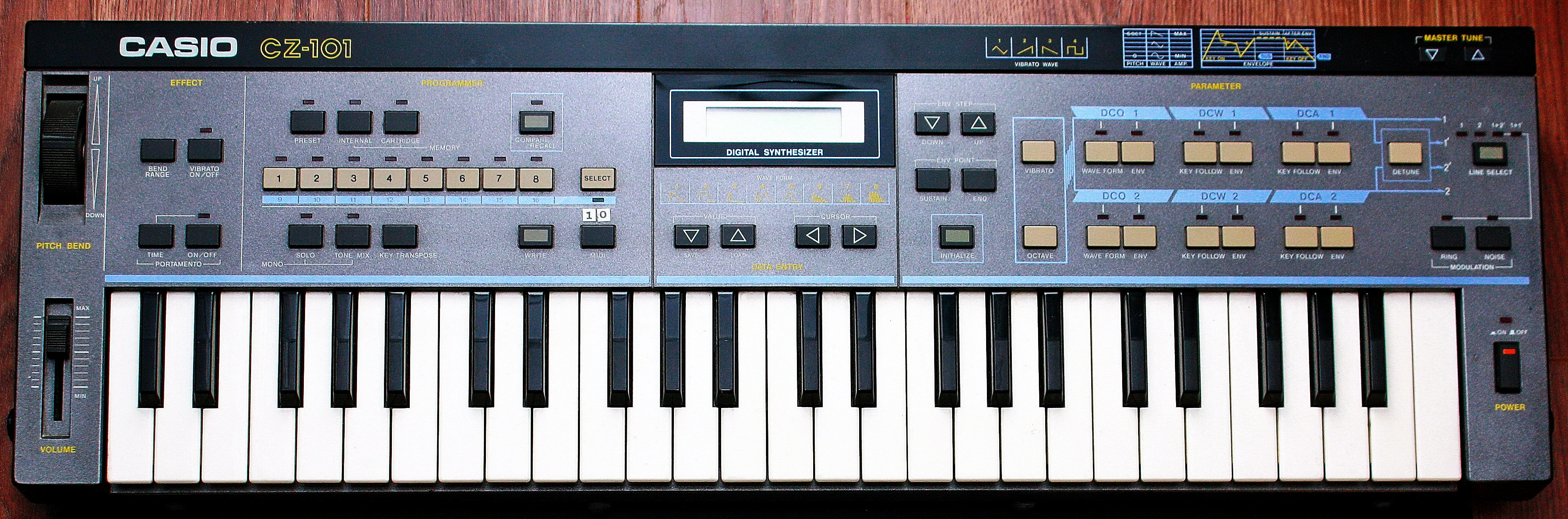
PD音源を初めて採用した市販シンセサイザー、カシオ・CZ-101

PD音源を採用したカシオ・CZシリーズは、その操作の簡単さと安価さ、可搬性の高い電源仕様が好評を博し、10万台以上が出荷され、萌芽期のデジタルシンセサイザー市場においてFM音源シンセサイザーに次ぐ重要な位置を占めた。
以下に挙げたカシオ製以外のシンセサイザーには、CZシリーズのクローンシンセサイザーとして作られたものもあれば、PD合成をオシレータの一機能として採用したものもある。

### ハードウェア
カシオ製：
カシオ製以外：
- Cosmopolitan - 開発元：Moseley Instruments
- Graphic VCO - 開発元：Erica Synths

### ソフトウェア
カシオ製：
- CZ App for iPad - iPad用

カシオ製以外：
- BLUE - 開発元：Rob Papen/Windows,Mac用
- Cameo - 開発元：UVI/Windows,Mac用
- CZ V - 開発元：アートリア/Windows,Mac用
- Digits - 開発元：Extent of the Jam/Windows,Mac,Linux用/フリーウェア
- Kassiopeia! - 開発元：Sonic Assault/Windows用/フリーウェア
- PD-303 - 開発元：SYNTHEDIT/Windows用/フリーウェア
- Phase-4 - 開発元：Bitwig/Bitwig Studio(Windows,Mac,Linux)用
- Phase Distortion Synth - 開発元：Uncut Plugins/Windows用/フリーウェア
- Phasewave - 開発元：TubeOhm/Windows用
- PhadiZ - 開発元：AlgoMusic/Windows用/フリーウェア
- PhazOsc - 開発元：Fretted Synth Audio/Windows用/フリーウェア
- PlastiCZ! - 開発元：reFX/Mac(9,X),Windows用
- Thor - 開発元：プロペラヘッド・ソフトウェア/Reason(Windows,Mac),iPad用
- VirtualCZ - 開発元：Plugin Boutique/Windows,Mac用
- White Crow - 開発元：The Musicrow Group/Windows用

（アルファベット順）